# Kaylee
Kaylee  è un nome proprio di persona inglese femminile.

## Varianti
- Femminili: Kailey[1][2][3], Kayley[1][2][3], Kailey[1][2], Kaley[1][3], Kaylie[1][2][3], Kalie[1][2], Kaleigh[1][2], Caylee[3], Cayley[1][3], Caley[3], Cayleigh[3], Caileigh[1][3], Caleigh[1]

## Origine e diffusione
È un nome moderno; viene spesso considerato una combinazione dei nomi Kay e Lee, mentre altre fonti lo ricollegano al cognome Cayley (o Kayley); quest'ultimo, diffuso principalmente in Inghilterra, proviene dal toponimo di Cailly in Francia, ma occasionalmente può anche essere una forma anglicizzata dell'irlandese Caoladh (dall'epiteto caol, "snello").
Viene a volte considerato un'anglicizzazione dell'irlandese céilidh, un tipo di danza sociale o festa in Irlanda e Scozia, tuttavia, nonostante si pronuncino allo stesso modo, è una coincidenza. Non va confuso con i nomi Kayla, Kylie, Kelly e Kaylyn, di differente origine; alcuni di essi (come Kayla e Kelly), peraltro, aiutarono la diffusione di questo in origine.

## Onomastico
Il nome è adespota, cioè non è portato da alcuna santa, quindi l'onomastico ricade il 1º novembre, in occasione di Ognissanti.

## Persone

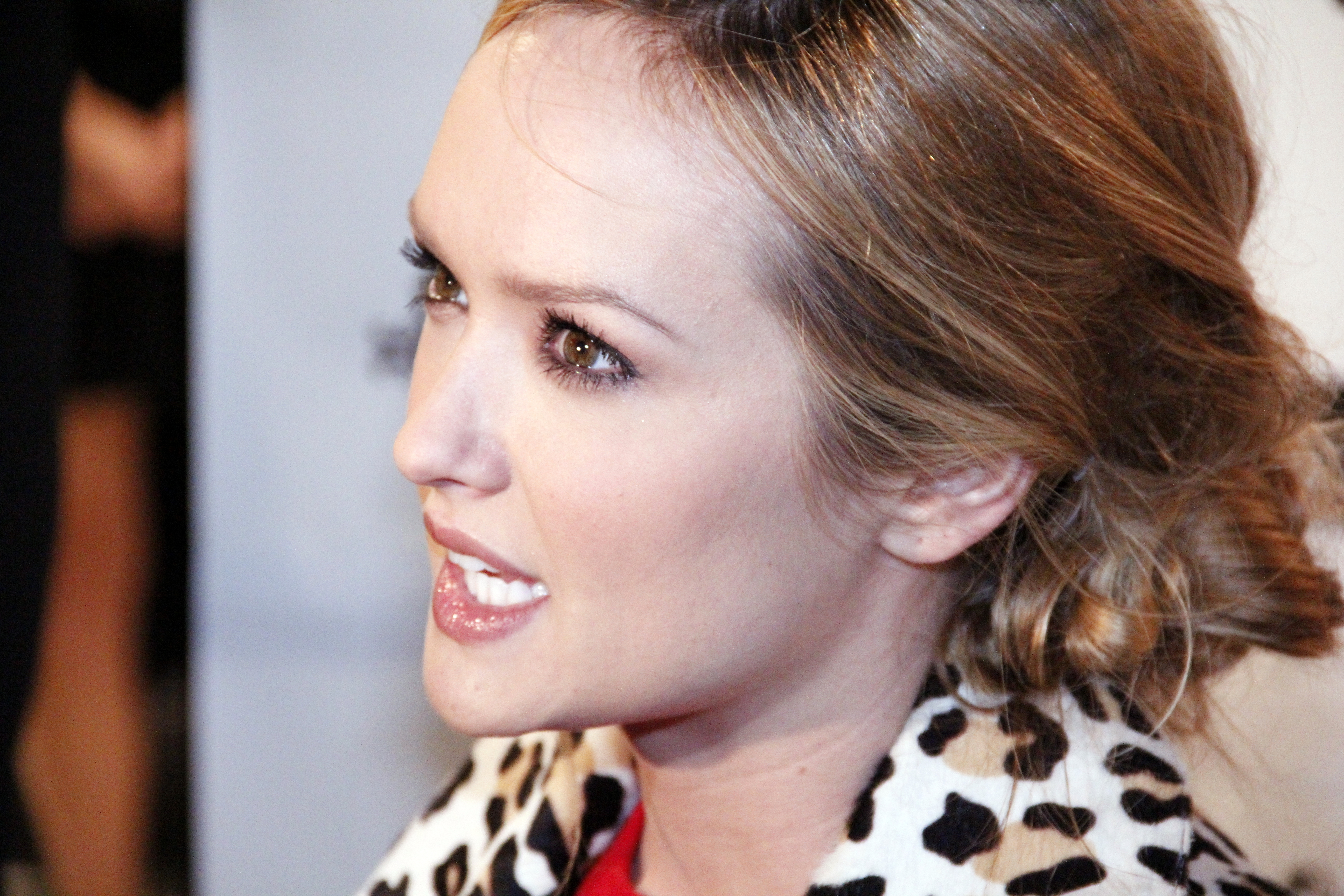
Kaylee DeFer

- Kaylee DeFer, attrice statunitense

### Varianti
- Kaley Cuoco, attrice statunitense